# Wall of Voodoo
A Wall of Voodoo 1977-től 1989-ig tevékenykedett újhullámos együttes volt Los Angelesből. Leghíresebb számuk a Mexican Radio, amelyet a svájci Celtic Frost black/extreme metal zenekar is feldolgozott az Into the Pandemonium albumukon. A hetvenes és nyolcvanas években nagy népszerűségnek örvendtek Amerikában.

## Tagok
- Marc Moreland (gitár, 1977-1988, 2002-ben elhunyt)
- Chas T. Grey (billentyűk (1977-1988), basszusgitár, 1981-1985)
- Bruce Moreland (basszusgitár (1977-1981), billentyűk, 1985-1988)
- Andy Prieboy (ének, gitár, 1984-1988)
- Ned Leukhardt (dobok, 1984-1988)

### Korábbi tagok
- Stan Ridgway (ének, harmonika, billentyűk, gitár) (1977-1983)
- Joe Nanini (dobok, 1977-1983, 2000-ben elhunyt)
- Bill Noland (billentyűk, 1982-1983)

## Diszkográfia

### Stúdióalbumok
- Dark Continent (1981)
- Call of the West (1982)
- Seven Days in Sammystown (1985)
- Happy Planet (1987)